# OTC Bulletin Board
L’OTC Bulletin Board, ou OTCBB, est un ancien système de cotation électronique aux États-Unis qui affichait les informations boursières (actions en temps réel, etc.) des échanges réalisés directement entre le vendeur et l'acheteur, sans passer par la Bourse (marché de gré à gré — Over The Counter (OTC) en anglais). L’OTC Bulletin Board était géré par la Financial Industry Regulatory Authority (FINRA, successeur de la National Association of Securities Dealers), qui a annoncé sa fermeture le 8 novembre 2021. 